# Biermont
Biermont é uma comuna francesa na região administrativa de Altos da França, no departamento de Oise. Estende-se por uma área de 3,92 km². Em 2010 a comuna tinha 179 habitantes (densidade: 45,7 hab./km²).